# Real Club Náutico de Tenerife

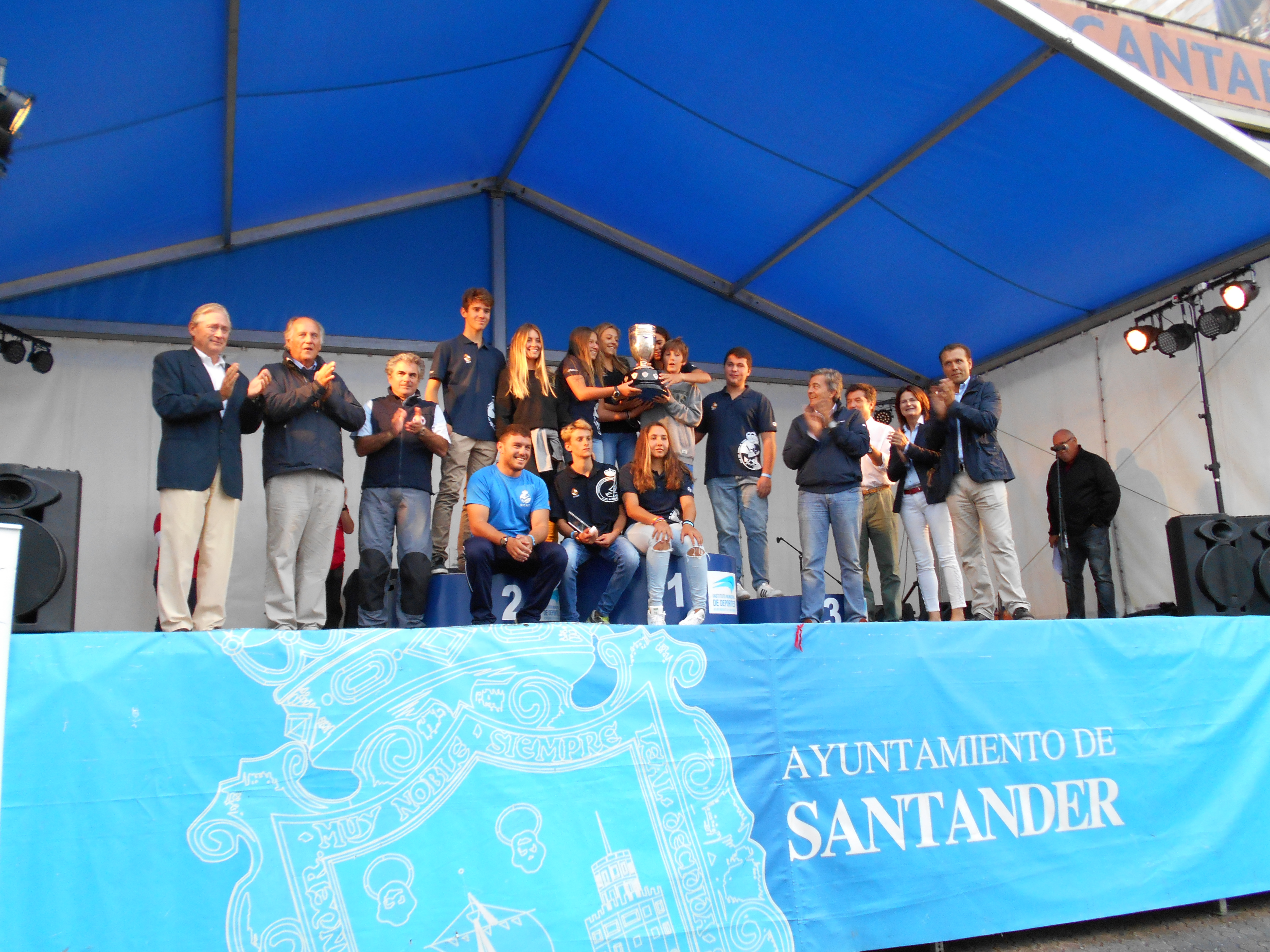
Entrega del Trofeo de la AECN al equipo del RCNT en 2015.

El Real Club Náutico de Tenerife es un club náutico ubicado en Santa Cruz de Tenerife (España). Forma parte de la Asociación Española de Clubes Náuticos y cuenta con unos 4500 socios.

## Historia
Fue fundado el 26 de diciembre de 1902 como Club Tinerfeño. Su primera sede social fue inaugurada el 16 de enero de 1905 y en 1941 la actual. El 23 de abril de 1906 S. M. el Rey don Alfonso XIII accedió a la solicitud de la directiva y concedió el título de Real al Club Tinerfeño. En 1913 entró a formar parte de la Federación Española de Clubes de España, con el nombre de Real Club Tinerfeño. Actualmente tiene una población social de más de 16.000 usuarios, siendo actualmente su presidente Don Andrés Orozco.
En 1952 el club recibió la Copa Stadium y en 2013 el Premio Canarias de Deportes.

## Actividad deportiva
En el RCNT destacan las actividades deportivas en vela, tenis, frontenis, natación y baloncesto. El RCNT es miembro fundador de la ACB. 
Su equipo de baloncesto masculino, el Real Club Náutico de Tenerife de Baloncesto, estuvo 11 temporadas en la máxima categoría del baloncesto masculino español. 
La regata más importante que organiza el club en la actualidad es el Trofeo Su Alteza Real Infanta Cristina, que comenzó a disputarse en 1994.Actualmente se denomina Regata Infantas de España.
Es el club con mayor número de victorias, junto con el Real Club Náutico de Gran Canaria, en el Trofeo de la Asociación Española de Clubes Náuticos.
Su amplia dedicación deportiva le dado grandes deportistas, obteniendo frutos, como campeones del mundo, Europa, España y CC.AA, junto con algunos deportistas que han participado en distintas olimpiadas. Tiene una masa social de más de 1.200 deportistas nóveles y jóvenes, de distintas categorías y disciplina.